# Phêrô Nguyễn Kim Long
Phêrô Nguyễn Kim Long (9 tháng 1 năm 1941 - 17 tháng 6 năm 2025) là một linh mục Công giáo người Việt. Ông được biết đến nhiều với vai trò là một nhạc sĩ, nhạc sư có bút danh Kim Long. Ông nguyên là phó chủ tịch Ủy ban Thánh Nhạc, nguyên tổng thư ký Ủy ban Phụng Tự trực thuộc Hội đồng Giám mục Việt Nam. Năm 2018, Kim Long mừng 50 năm hồng ân thánh chức Linh mục. Lúc 12 giờ ngày 17 tháng 6 năm 2025, linh mục Kim Long từ trần tại nhà riêng ở Chí Hoà, quận Tân Bình, Thành phố Hồ Chí Minh.

## Tiểu sử
Ông Nguyễn Kim Long sinh ngày 09 tháng 1 năm 1941 tại Nam Định, (thuộc giáo xứ Bách Tính, giáo phận Bùi Chu) trong một gia đình Công giáo toàn tòng. Năm 1954, ông cùng gia đình di cư vào Nam và học tại Tiểu chủng viện Thánh Phanxicô. Năm 1957, ở tuổi 17, Kim Long đã viết tác phẩm thánh ca đầu tay mang tên Con hân hoan. Ba năm sau, ông phổ nhạc lời Việt cho bản Kinh Hòa Bình của thánh Phanxicô thành Assisi. Đến nay, tác phẩm này được cho là nổi bật nhất của ông.

## Sự nghiệp[5]
Năm 1957, ở độ tuổi 17, Kim Long sáng tác bài Thánh ca đầu tay mang tên "Con hân hoan", với lời ca đơn sơ mộc mạc. Bài ca này nhanh chóng được các cộng đoàn tiếp nhận, rồi trở thành bài Ca nhập lễ quen thuộc với các Thánh lễ.
Năm 1960, khi mới 20 tuổi, ông phổ nhạc bài Kinh Hoà Bình với lời dịch của Giám mục Philípphê Nguyễn Kim Điền. Bài hát này đã trở thành bài ca bất hủ của người Công giáo, được vang lên không chỉ trong Thánh lễ mà còn trong các buổi cầu nguyện.
Sau thời gian tu học tại Đại Chủng viện Thánh Giuse Sài Gòn, ông được thụ phong Linh mục vào năm 1968 tại Vương cung Thánh đường Đức Bà Sài Gòn. Với lòng khao khát được phục vụ qua Thánh nhạc, ông được các bề trên gửi đi du học tại Giáo hoàng Học viện Thánh nhạc ở Rôma.
Tại Rôma, Linh mục Kim Long học chuyên sâu về bình ca, thể loại âm nhạc cổ điển của Giáo hội Công giáo. Năm 1972, ông tốt nghiệp với học vị Magistero ngành bình ca và Cử nhân Thánh nhạc.
Về Việt Nam năm 1973, ông được bổ nhiệm làm Quản xứ Giáo xứ Đức Hoà, thuộc Giáo phận Mỹ Tho. Song song với sứ vụ mục vụ, ông còn bắt đầu giảng dạy Thánh nhạc tại Đại học Đà Lạt, Đại học Thành Nhân, và Đại Chủng viện Thánh Giuse Sài Gòn, góp phần đào tạo các thế hệ linh mục và giáo dân hiểu biết về âm nhạc phụng vụ.
Sau năm 1975, trong bối cảnh xã hội và Giáo hội Việt Nam đối mặt với nhiều thách thức, Linh mục Kim Long vẫn tiếp tục sứ vụ sáng tác và giảng dạy. Ông giảng dạy tại Trung tâm Mục vụ Tổng Giáo phận Sài Gòn, cũng như tại các đại chủng viện Hà Nội, Huế, và nhiều hội dòng Công giáo trên cả nước. Với vai trò Phó Chủ tịch Ủy ban Thánh Nhạc và Tổng Thư ký Ủy ban Phụng Tự trực thuộc Hội đồng Giám mục Việt Nam, ông đã đóng góp to lớn vào việc chuẩn hóa và phát triển thánh nhạc Việt Nam theo tinh thần Công đồng Vaticanô II.
Năm 2012, Linh mục Kim Long nghỉ hưu với vai trò Phó Chủ tịch Ủy ban Thánh Nhạc, nhưng vẫn tiếp tục làm cố vấn, hướng dẫn các nhạc sĩ và ca trưởng trẻ.

## Tác phẩm
Linh mục nhạc sĩ Kim Long được xem là có những đóng góp lớn trong Lịch sử Thánh nhạc Công giáo Việt Nam. Với hơn nửa thế kỉ viết thánh ca, ông đã sáng tác hơn 3.500 bài hát. Ông được đánh giá là một trong bốn nhạc sĩ sáng tác nhạc Công giáo thể loại bình ca hay và đúng theo "Hiến chế phụng vụ" (những người khác gồm: Giám mục Phaolô Nguyễn Văn Hòa, Tiến Dũng, Gioakim Lương Hoàng Kim). Các bài hát thánh ca được thống kê trong các tuyển tập:
- Năm 1957: Con hân hoan, Kính chào Nữ Vương.
- Năm 1958-2001: 25 tập Ca lên đi, 5 tập Chung lời ngợi ca (cùng với thân hữu và môn sinh), Tuyển Hợp ca Thánh Vịnh - Thánh Ca, 2 tập Cộng đoàn hòa ca, Thánh Vịnh - Đáp Ca, 2 tập Những bông hoa nhỏ, 5 tập Bài ca suy niệm.
- Năm 2002: Tuyển tập Ca lên đi (1000 ca khúc phổ thông), tập 6 Bài ca suy niệm.
- Năm 2003: tuyển tập Hợp ca 2.
- Năm 2004-2006: Tập 7-9 Bài ca suy niệm
- Năm 2007: Tập 10 Bài ca suy niệm
- Năm 2008-2020: Tiếp tục sáng tác các bài Thánh ca về Đức Mẹ, Các Thánh tử đạo,...

## Bài thánh ca "Kinh Hòa Bình"
Một trong những tác phẩm nổi bật của linh mục nhạc sĩ Kim Long là ca khúc Kinh Hòa Bình, phổ nhạc từ bản dịch tiếng Việt của Giám mục Philípphê Nguyễn Kim Điền dựa theo ý Kinh Hòa Bình của Thánh Phanxicô thành Assisi. Trong bài phỏng vấn với đài RFA, Linh mục Kim Long đã khiêm tốn nói về bài hát này: "Năm 20 tuổi, cách đây 51 năm, tôi viết bài Kinh Hoà Bình, lúc đó vốn kiến thức nhạc của tôi chẳng là bao nhiêu, bài hát sống được 51 năm thì chính yếu là vì lời.". Theo đánh giá của Giám mục Giuse Vũ Duy Thống, chủ tịch Ủy ban Văn hóa đức tin của HĐGM VN thì Kinh Hòa Bình là một bài hát phổ cập nhất trong cộng đoàn công giáo, ngoài yếu tố nội dung, còn do đây là một ca khúc có những giai điệu bình dị dễ nhớ, nên chính vì thế dễ đi vào lòng người.
Bởi sức ảnh hưởng của Kinh Hòa Bình và chính tác giả Kim Long, ngày 27 tháng 5 năm 2012, Ủy ban Thánh Nhạc thuộc Hội đồng Giám mục Việt Nam đã công bố thành lập "Giải thưởng thánh ca Kinh Hòa Bình". Đây là giải thưởng nhằm tôn vinh những đóng góp lớn cho nền Thánh nhạc Việt Nam suốt hơn nửa thế kỷ của Linh mục nhạc sĩ Kim Long và nhằm khuyến khích các nhạc sĩ thế hệ kế thừa tiếp tục làm giàu kho tàng thánh nhạc Việt Nam như ông. Các phần thưởng của giải này cũng được trích từ quỹ tài chính khá lớn được tài trợ hằng năm của ông..

## Nhận xét
Linh mục Nguyễn Duy, tổng thư ký ủy ban thánh nhạc nhận định: "Trong những tuyển tập sáng tác của linh mục Kim Long, người ta thấy một dòng nhạc mới xuất hiện, lời ca được dệt mang nhiều chất thơ hơn và nhiều trăn trở hơn. Ngài đã mang đến một luồng gió mới cho thánh nhạc Việt Nam, kết hợp giữa truyền thống và sáng tạo".
Đài Phát Chân Lý Á Châu có bài nhận định: Linh mục Kim Long là "một cây đại thụ trong nền thánh nhạc Việt Nam". Còn Giám mục Phaolô Nguyễn Văn Hòa, nguyên Chủ tịch Ủy ban Thánh nhạc thuộc Hội đồng Giám mục Việt Nam thì nói: "Các tác phẩm của Linh mục Kim Long không chỉ làm phong phú nền thánh nhạc Việt Nam mà còn giúp phát triển đời sống đức tin và đời sống phụng vụ của người Công giáo địa phương."
Tổng Giám mục Giuse Ngô Quang Kiệt trong phần giới thiệu mở đầu đêm Nhạc "Ca Lên Đi Mừng Chúa Giáng Sinh" tại Hà Nội, Kỷ niệm 50 năm viết thánh ca của Linh mục nhạc sư Kim Long đã nói về ông: "Tổ chức đêm nhạc này không đủ sức tôn vinh người nhạc sĩ có nhiều công lao như linh mục Kim Long, chỉ có nguyện ước như một kỷ niệm đánh dấu quãng đường 50 năm phục vụ của một tâm hồn nhạc sĩ."
Trong bài phỏng vấn của Vietcatholic với Nhạc sĩ Ngọc Linh, ông nói ông đã học được rất nhiều từ người thầy Kim Long "nhiều nhất về cả cái tài lẫn cái đức.".

## Vinh danh
Với đóng góp hơn 50 năm sáng tác thánh ca cho giáo hội Việt Nam, giáng sinh năm 2007 đại chủng viện Thánh Giuse Hà Nội đã tổ chức đêm thánh ca Ca lên đi - mừng Chúa Giáng sinh nhằm giới thiệu những sáng tác thánh ca tiêu biểu của nhạc sĩ Kim Long. Đêm nhạc có sự góp mặt của Đại chủng viện thánh Giuse dòng Phaolô, Dòng Mến Thánh Giá, Nhà thờ Lớn, giáo xứ Hàm Long, Giáo xứ Thái Hà (Hà Nội) và ca đoàn Vượt Qua (Sài Gòn) cùng các ca sĩ Hoàng Hiệp, Lưu Hương Giang, Diệu Hiền, Tấn Đạt, Thanh Sử và Trần Ngọc.